# Hội đồng Tinh thần tôn giáo Baha'i Việt Nam

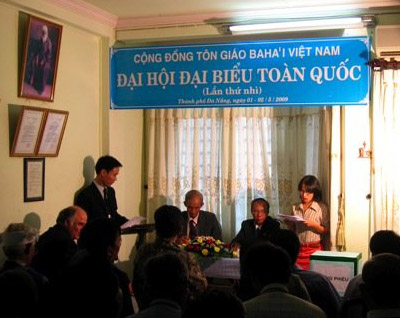
Đại hội đại biểu Cộng đồng tôn giáo Baha'i tại Đà Nẵng năm 2009.

Hội đồng Tinh thần tôn giáo Baha’i Việt Nam là cơ cấu quản trị cấp quốc gia chính thức điều hành công việc của Cộng đồng tôn giáo Baha’i Việt Nam. Hội đồng được bầu bởi các tín đồ Baha'i hàng năm trên khắp đất nước Việt Nam. Tất cả các tín hữu từ 21 tuổi trở lên đang sống ở Việt Nam đều có quyền bỏ phiếu và được bầu chọn. Các cuộc bầu cử được đặc trưng bởi bầu khí quyển tinh thần của họ, trong đó không có đề cử hay vận động tranh cử.

## Lịch sử
Hội đồng Tinh thần tôn giáo Baha’i Việt Nam nhiệm kỳ đầu tiên được bầu cử năm 1964. Hội đồng Tinh thần này được hợp thức hoá bởi Nghị định số 1950-NV ngày 08/10/1964 của Thủ Tướng Chính phủ Việt Nam Cộng hoà lúc bấy giờ. Tại thời điểm này, tôn giáo Baha’i được hoạt động trên toàn lãnh thổ Việt Nam. Hội đồng hoạt động từ năm 1964 đến năm 1978, khi nó bị buộc phải ngừng hoạt động do môi trường pháp luật thay đổi. Bởi vì một trong những nguyên tắc quan trọng nhất của tôn giáo Bahá'í là trung thành với chính phủ, các tín đồ Baha'i tại Việt Nam chấp nhận thực tế này và tiếp tục cuộc sống sinh hoạt của sự thờ tự tư nhân.

### Nhận dạng pháp lý và công nhận tổ chức
Vào đầu những năm 1990, cộng đồng Bahá'i có thể đạt được tiến bộ lớn trong việc hợp pháp hóa các hoạt động của tôn giáo Bahá'í trong môi trường pháp lý cập nhật. Năm 1992, Nhà nước đã đổi mới chính sách về tôn giáo, thể hiện qua Hiến pháp nước CHXHCN Việt Nam ghi rõ tại điều 70 là Chính phủ tôn trọng quyền tự do tín ngưỡng và không tín ngưỡng, các tôn giáo đều bình đẳng trước pháp luật. Do vậy sự sinh hoạt Baha’i nói chung khắp nơi đã có phần nới rộng hơn trước.
Cuối cùng, những hạn chế đã được nới lỏng và cộng đồng Baha'i đã có thể nộp đơn xin công nhận chính thức. Từ tháng 3 năm 2007, tôn giáo Bahá'í được chính phủ Việt Nam cấp chứng nhận đăng ký hoạt động tôn giáo với tên gọi "Cộng đồng Tôn giáo Bahá'í Việt Nam", và được điều hành bởi "Hội đồng tinh thần tôn giáo Bahá’í Việt Nam". Ngày 14 tháng 7 năm 2008, Ban Tôn giáo Chính phủ Việt Nam đã ký quyết định công nhận tổ chức đối với Cộng đồng tôn giáo Bahá’í Việt Nam.
Từ năm 2008, các Đại hội Đại biểu Toàn quốc sau đó đã được tổ chức hàng năm tại nhiều thành phố, bao gồm Thành phố Hồ Chí Minh, Đà Nẵng, Cần Thơ, Phan Thiết và Hà Nội. Trong năm 2012, Đại hội Đại biểu Toàn quốc lần thứ 5 đã được tổ chức tại Hà Nội, đồng thời với việc kỷ niệm 20 năm thành lập tôn giáo Baha'i ở thủ đô. Năm 2014, Đại hội Đại biểu Toàn quốc lần thứ 7 được tổ chức cùng với lễ kỷ niệm 60 năm thành lập tôn giáo Baha'i ở Việt Nam.

### Các hoạt động gần đây
Tháng 4 năm 2017, Cộng đồng Tôn giáo Baha’i Việt Nam đã tổ chức Đại hội Đại biểu Toàn quốc thứ 10. Ngoài việc bầu Hội đồng Tinh thần Tôn giáo Baha’i Việt Nam, các đại biểu tụ họp tại đại hội quốc gia thảo luận về các phương hướng phát triển cộng đồng và phụng sự cho một xã hội mà chúng ta đang sống tốt đẹp hơn. Để đánh dấu kỷ niệm 200 năm Thánh Lễ Giáng Sinh Đức Bahá'u'lláh (cũng diễn ra vào năm 2017), Phó Chủ tịch Ủy ban Trung ương Mặt trận Tổ quốc Việt Nam Trương Thị Ngọc Ánh và Phó Trưởng ban Ban Tôn giáo Chính phủ Dương Ngọc Tấn đã tiếp đoàn Hội đồng Tinh thần Tôn giáo Baha’i Việt Nam và gửi lời chúc mừng tới toàn thể tín đồ của Tôn giáo Baha’i tại Việt Nam nhân dịp kỷ niệm.